# Mussaenda simpliciloba
Mussaenda simpliciloba är en måreväxtart som beskrevs av Hand.-mazz.. Mussaenda simpliciloba ingår i släktet Mussaenda och familjen måreväxter. Inga underarter finns listade i Catalogue of Life.